# Lichenopora hispida
Disporella hispida
Espèce
Disporella hispida est une espèce d'ectoproctes de la famille des  Lichenoporidés.

## Taxinomie
Disporella neapolitana (Waters, 1918) serait distinct de la forme composée de Disporella hispida (Fleming, 1828) qui a été nommée var. meandrina, mais une révision serait nécessaire. Waters l’avait d’abord nommée Radiopora pustulosa d’Orbigny en 1879 à Naples, puis lui a donné le nom de Lichenopora neapolitana en 1918.[réf. nécessaire]

## Liste des sous-espèces
Selon NCBI (3 août 2011) :
- sous-espèce Disporella hispida fimbriata